# Ubie
Ubie株式会社は、2017年5月、医師とエンジニア（技術者）が、テクノロジーで人々を適切な医療に案内するというミッションを掲げて、東京都中央区日本橋室町に創業した、ヘルステック・スタートアップ。AI（人工知能）をコア技術とし、大きく2つのサービスを開発・提供している。
診療の質向上を支援する医療機関向けサービスパッケージ「ユビ―メディカルナビ」、生活者の受診行動をサポートする症状検索エンジン「ユビー」のサービスを連携させることで、「誰もが自分にあった医療にアクセスできる社会づくり」を目指す。

## 概要
医師である阿部吉倫と、元エンジニアである久保恒太の2名が共同代表を務める。2025年5月現在の従業員数は240名、現役医師も在籍している。

### 社名の由来
Ubieという言葉には、老若男女が指先から医療へアクセスするという意味が込められている。

## 沿革
2013年
共同代表エンジニアの久保が、大学院にてAIを用いた症状と疾患の関連性の研究をスタート。
2014年
久保がもう一人の共同代表となる医師の阿部を誘い、研究を継続。
2017年
- 5月、Ubie株式会社を共同で創業する。
- INDEE Japanによるアクセラレーター ZENTECH DOJOに採択。[1][2]
- 生活者向け「Dr.Ubie（Android版）」をローンチ。

2018年
- 医療機関向け「ユビーAI問診」をローンチ。初めての社員が入社。D4Vから6000万円の資金調達。
- 東京都医師会IT担当理事の医師の医院で、導入により「初診時記載時間が6分半短縮した」ことを公表。

2019年
- 大規模病院6施設で導入・試験導入・共同研究開始（亀田総合病院、慶應義塾大学病院、恵寿総合病院、順天堂医院、東大病院、長野中央病院）。
- 関西電力等から計5.1億円の資金を調達、AI問診Ubie導入医療機関が200を超える。

2020年
- 一般社団法人　日本医療受診支援機構　の有志団体設立に参画。
- Dr.Ubieの後継となる症状検索エンジン「ユビー」をローンチ。
- 院内感染対策としてCOVID-19トリアージシステムを拡張し、全国の医療機関に提供開始。
- NTT東西と共同で、非インターネット接続で高セキュアに導入できる「閉域VPNプラン」を提供開始。
- 第3回日本サービス大賞「厚生労働大臣賞」と「審査員特別賞」同時受賞。
- 4月、新型コロナウイルス感染症の拡大を受け、全国のクリニックに「AI問診ユビーforクリニック」を、利用料1年分無料で提供開始）。
- 株式会社スズケンと、資本参加を含む業務提携契約を締結。
- 10月、シンガポール法人を設立。
- 12月、製薬事業を本格始動し、アストラゼネカ株式会社との協業を開始。[3]
- 12月、神奈川県海老名市において、海老名市・海老名市医師会・海老名総合病院が2020年12月9日より活用する「AI受診相談システム」を開発・提供。[4]

2021年
- 4月、希少疾患の早期発見を目指し武田薬品工業株式会社との協業を開始。[5]
- 7月、生活者とかかりつけ医をつなぐクリニック向け新サービス「ユビーリンク」を開始。[6]
- 10月、ファイザー株式会社と過活動膀胱（OAB）の早期発見に向けた協業を開始。[7]
- 11月、バイエル薬品株式会社と婦人科系疾患の早期発見に向けた協業を開始。[8]
- 12月、東京都医師会と新型コロナウイルス第6波を見据えた連携を開始。[9]

2022年
- 2月、日本ベーリンガーインゲルハイム株式会社と肺線維症領域の早期発見に向けた協業を開始。[10]
- 3月、千葉県御宿町とデジタル化による持続可能な地域医療体制づくりの支援に関する包括協定を締結。[11]
- 6月、広島県三原市と地域医療のデジタル活用支援に関する連携協定を締結。[12]
- 6月、症状検索エンジン「ユビー」の月間利用者数が500万人を突破。[13]
- 6月、アキュリスファーマと「睡眠エコシステム」の構築を目指し協業を開始。[14]
- 7月、ユビーAI問診、医療機関の導入数が1,000件を突破。[15]
- 7月、シリーズC ファーストクローズで35億円の資金調達を実施。[16]
- 7月、Ubieと中部電力が医療・ヘルスケア分野の協業に向けた業務提携に合意。[17]
- 8月、甲賀湖南医師会と地域医療のデジタル化で連携。[18]
- 9月、生活者とクリニックをつなぐサービス「ユビーリンク」導入医療機関数が15,000件を突破。[19]
- 10月、シリーズC総額62.6億円で資金調達を完了。[20]
- 11月、石川県小松市と地域医療のデジタル活用支援に関する連携協定を締結療機関数が15,000件を突破。[21]
- 12月、米国現地法人設立に関する告知。[22][23]

2023年
- 2月28日 (火)、 第1回「Ubie Pharma Summit」を開催。[24]
- 2月、Ubieと協和キリン、FGF23関連低リン血症性くる病・骨軟化症の早期発見を目指し協業を開始。[25]
- 3月、Ubieとファイザー、症状検索エンジン「ユビー」と「UUI相談室」の連携で約17,000人の医療機関受診に繋がる。[26]
- 4月、全正社員を対象に退職後の権利保有・行使も可能な税制適格ストックオプション制度を導入。[27]
- 4月、武田薬品と希少疾患・消化器系疾患における適切な医療への案内を目指したDX推進に係る包括連携協定を締結。[28]
- 4月、GoogleのAndroid のプラットフォーム「ヘルスコネクト」に日本国内のローンチパートナーとして連携。[29]
- 4月、Ubie、国内最大級の製薬業界カンファレンス第2回「Ubie Pharma Summit」を7月4日に開催することを発表。[30]
- 6月、症状検索エンジン「ユビー」、サービス開始3年で累計利用回数1億回を突破。[31]
- 7月、症状検索エンジン「ユビー」、8月10日「健康ハートの日」に賛同。[32]
- 7月、Ubie、医療・ヘルスケア領域における生成AI等のイノベーションと安全性の両立を目指す研究組織「Ubie Lab」を創立。[33]
- 8月、Ubie、製薬企業の患者中心な企業文化・活動の実現度を可視化する「ペイシェント・セントリシティ アセスメント」を開発。[34]
- 8月、500名以上が参加、国内最大級の製薬業界カンファレンス第2回「Ubie Pharma Summit」を開催しました。[35]
- 10月、Ubie、生成AIを活用した初の機能を医療機関向け「ユビーメディカルナビ」で提供開始。[36]
- 11月、ユビー、「Google Play ベスト オブ 2023 優れた AI 部門」で大賞を受賞。[37]

2024年
- 1月、日本デジタルヘルス・アライアンスがヘルスケア領域に特化した生成AI活用のガイドラインを策定。[38]
- 1月、恵寿総合病院とUbie、生成AIを活用した「医師の働き方改革」の実証実験を実施[39]
- 2月、国内最大級の製薬業界カンファレンス第3回「Ubie Pharma Summit」5月29日より2日間連続開催決定[40]
- 3月、「医療の2024年問題」に向け問診時間を1/2に短縮し院内全体の働き方改革を実現[41]
- 3月、国内最大級の製薬業界カンファレンス 第3回「Ubie Pharma Summit 2024」第一弾登壇者を発表[42]
- 3月、衆議院議員 元厚生労働大臣 加藤勝信氏、第3回「Ubie Pharma Summit 2024」への登壇が決定[43]
- 4月、総務省「情報アクセシビリティ好事例2023」に症状検索エンジン「ユビー」が選出されました[44]
- 4月、健康寿命の最大化を目指すUbie、総額約35億円のインパクトファイナンスを実施[45]
- 4月、申込み者数1000名突破、国内最大級の製薬業界カンファレンス 第3回「Ubie Pharma Summit 2024」[46]
- 4月、患者中心をテーマにした「Ubie Pharma Summit 2024」に、患者会と患者会支援団体から2名の登壇が決定[47]
- 5月、Ubie、全国の病院を対象にした生成AIの新サービス(β版)の提供を開始[48]
- 5月、【満員御礼 / サテライト会場 新設決定】申込み者数1,500名突破、国内最大級の製薬業界カンファレンス「Ubie Pharma Summit 2024」[49]
- 5月、Ubie、"健康寿命の最大化"を軸とする社会的インパクト指標とロジックモデルを策定・公表[50]
- 5月、「ユビー」月間利用者数1000万人を突破[51]
- 5月、質問に答えるだけで、あなたの症状に関連のある病気や病院が調べられる！症状検索アプリ「ユビー」の新TVCM「ユビーくん」篇が2024年5月18日（土）からオンエア開始[52]
- 5月、【全登壇者決定！】－業界を牽引するキーパーソンが集結－国内最大級の製薬業界カンファレンス「Ubie Pharma Summit 2024」[53]
- 5月、「Ubie Pharma Summit 2024」登壇者との対談記事を公開[54]
- 5月、Ubie、全国ファブリー病患者と家族の会と適切な医療への案内を目指したDX推進に係る包括連携協定を締結[55]
- 6月、Ubie、日本PNH研究会と包括連携協定を締結[56]
- 6月、Ubie、日本強皮症患者の会と患者中心の医療貢献に係る包括連携協定を締結[57]
- 7月、Ubie、生成AIを含む最大1,000万円のAIサービス導入費用補助（東京都補助事業）に対応する特別パッケージを提供開始[58]
- 7月、Ubie、DEIポリシーを策定、「産休をベスティング期間に含めたストックオプション」、「社内医師健康相談」など新たな制度を開始[59]
- 8月、【生成AIやAI問診を紹介】Ubie、8/29開催の東京都医療機関デジタル化推進セミナーに出展[60]
- 8月、医師の約7割が「働き方改革による労働時間短縮を実感せず」、AIは7割・生成AIは5割以上と活用への期待が高まる[61]
- 9月、甲信越エリアで初となる「ユビーメディカルナビ 生成AI」の試験導入を相澤病院で開始[62]
- 9月、病院経営者様向けカンファレンス「Ubie Hospital Summit 2024」10月9日に開催決定[63]
- 9月、申込み者数200名突破、病院経営者様向けカンファレンス「Ubie Hospital Summit 2024」[64]
- 9月、岡山旭東病院、「ユビーメディカルナビ 生成AI」を岡山県で初導入[65]
- 9月、誰もがより適切な医療を早期に受けられる世界の実現のために、Ubieとシミックホールディングス、CRO・SMO・CSO業務において包括的業務提携に合意[66]
- 9月、恵寿総合病院、退院時看護サマリ作成業務に生成AIを適用した業務効率化の有用性を確認[67]
- 10月、九州大学病院、「ユビーメディカルナビ 生成AI」を試験的導入[68]
- 10月、ヘルステック分野における革新的なサービスの開発・提供を目指した連携について[69]
- 10月、Ubie、最新の資金調達ラウンドにGoogleが参加、両社は医療システムのDX推進で合意[70]
- 10月、「ユビーメディカルナビ 生成AI」大幅アップデート[71]
- 10月、山陽病院、業務効率化と診療の質向上を目指し「ユビーメディカルナビ 生成AI」を広島県で初導入[72]
- 10月、浦添総合病院、「ユビーメディカルナビ 生成AI」を沖縄県で初導入[73]
- 10月、高石藤井病院、「ユビーメディカルナビ 生成AI」を大阪府で初導入[74]
- 11月、吉田病院、患者さんへのより良い医療体験の提供を目指し「ユビーメディカルナビ 生成AI」を兵庫県で初導入[75]
- 12月、武田病院グループ 急性期3病院が「ユビーメディカルナビ 生成AI」を京都府で初導入[76]
- 12月、村上総合病院、より患者さんに寄り添った医療の提供を目指し「ユビーメディカルナビ 生成AI」を新潟県で初導入[77]
- 12月、国内最大級の製薬業界カンファレンス Ubie Pharma Summit 2025」開催決定、登壇者第一弾に業界トップ8名を発表[78]
- 12月、Ubie、「生成AI大賞2024」で特別賞と優秀賞をW受賞[79]
- 12月、Ubie、厚生労働省「生産性向上・職場環境整備等事業」の活用支援を開始[80]

2025年
- 1月、Ubie、インパクトスタートアップ協会 第五期正会員に参画[81]
- 1月、前内閣総理大臣 岸田文雄氏、Ubie Pharma Summit 2025 への登壇が決定[82]
- 1月、九州大学病院、「ユビー生成AI」のDPC業務支援機能の検証を開始[83]
- 2月、ヘルスケア領域に特化した生成AI活用のガイドラインを改訂「ヘルスケア事業者のための生成AI活用ガイド」第2.0版[84]
- 3月、Google Cloud の Shweta Maniar氏、Ubie Pharma Summit 2025 への登壇が決定[85]
- 3月、健康寿命の最大化を目指すUbie、日本郵政キャピタルから資金調達を実施[86]
- 3月、国内最大級の製薬業界カンファレンス 「Ubie Pharma Summit 2025」第2弾登壇者を発表[87]
- 3月、申込み者数500名突破、国内最大級の製薬業界カンファレンス「Ubie Pharma Summit 2025」[88]
- 3月、健康格差の是正とデジタルヘルスリテラシーの向上を目指し、JaDHAが産学官と協働した初のプロジェクトに挑戦[89]
- 3月、Ubie、Googleのグローバルヘルスケアイベント「The Check Up with Google 2025」にて医療現場の生成AI活用事例を発表[90]
- 3月、症状検索エンジン「ユビー」、日本初の機能でマイナポータル連携機能がより便利に！スマホで受診や調剤の最新記録をいつでもチェック[91]
- 3月、厚生労働省令和6年度補正予算事業「生産性向上・職場環境整備等事業」に対応するユビー生成AIサービス特別パッケージの提供を開始[92]
- 3月、「医師の働き方改革」施行から1年、依然医師の6割が労働時間短縮を実感できず[93]
- 3月、ドコモとUbie、資本業務提携契約を締結[94]
- 3月、セブン-イレブン・ジャパンとUbieが医療・ヘルスケア分野の協業に向け、資本業務提携契約を締結[95]
- 4月、Ubieとサノフィ、COPD啓発施策を開始
- 4月、申込み者数750名突破、国内最大級の製薬業界カンファレンス「Ubie Pharma Summit 2025」[96]
- 4月、新古賀病院が「ユビー生成AI」活用で医師の業務時間を月30時間以上削減[97]
- 4月、【好評につき増席決定】国内最大級の製薬業界カンファレンス「Ubie Pharma Summit 2025」[98]
- 4月、【経済産業省 後援決定】国内最大級の製薬業界カンファレンス「Ubie Pharma Summit 2025」[99]
- 4月、Ubie、経済産業省・総務省策定「AI事業者ガイドライン（第1.1版）」にスタートアップ先進事例として掲載[100]
- 4月、病院経営者様向けカンファレンス「日本医療生成AIフォーラム2025」7月9日に開催決定[101]
- 4月、申込み者数1000名突破、国内最大級の製薬業界カンファレンス「Ubie Pharma Summit 2025」[102]
- 5月、健康寿命の延伸を目指すUbie、商工中金から資金調達を実施[103]
- 5月、健康寿命の延伸を目指すUbie、日本政策金融公庫から資金調達を実施[104]
- 5月、【厚生労働省 後援決定】国内最大級の製薬業界カンファレンス「Ubie Pharma Summit 2025」[105]
- 5月、【開催まであと2日！残席わずか】国内最大級の製薬業界カンファレンス「Ubie Pharma Summit 2025」[106]
- 5月、Ubie、累計資金調達額180億円を突破 〜戦略的パートナーシップで、ヘルスケアエコシステムの構築を加速～[107]